# 前38世纪
| 千纪： | 前5千纪 \| 前4千纪 \| 前3千纪 |
| 世纪： | 前41世纪 \| 前40世纪 \| 前39世纪 \| 前38世纪 \| 前37世纪 \| 前36世纪 \| 前35世纪                                                         |
| 年代： | 前3790年代 \| 前3780年代 \| 前3770年代 \| 前3760年代 \| 前3750年代 \| 前3740年代 \| 前3730年代 \| 前3720年代 \| 前3710年代 \| 前3700年代 |

前38世纪是指從公元前3800年至前3701年的这一段期间。

## 重要事件、发展与成就

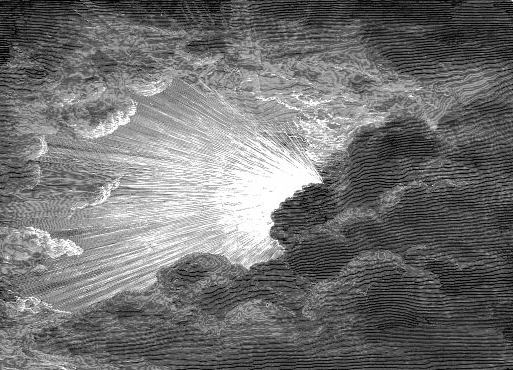
猶太曆的參考點，即公元前3761年，是他們的傳統上相信創世記的創世神話之前約一年的時間。

- 地震摧毁了賽普勒斯南部利马索尔附近Sotira（英语：Sotira, Limassol）的新石器时代文化遺址的基础设施。
- 公元前3800年在阿拉伯半岛东部和阿曼半島上的欧贝德时期文化戛然而止。
- 在今日敘利亞Tell Brak（英语：Tell Brak）出土了大規模墓葬，可追遡至公元前38世紀至前36世紀，顯示這段期間的軍事技術有長足進步。
- 公元前3761年9月30日- 希伯来历以祿月（Elul）25日，舊約聖經裡的天地創造日。
- 公元前3761年10月7日- 希伯来历提斯利月（Tishrei）1日，舊約聖經裡上帝創造人類的日子，後世猶太教稱為創世紀元（Anno Mundi，簡寫AM，dating from Creation），即定為希伯来历起点。